# Rolph Trummer
Rolph (Rudolf) Trummer (* 19. April 1890 in Dietersdorf bei Straden; † 17. September 1954 in Graz) war ein österreichischer Jurist und Politiker (VF).

## Leben
Rolph Trummer wurde in Dietersdorf als Sohn eines Landwirts und Gewerbetreibenden geboren. Er studierte ab 1910 Rechtswissenschaften an der Universität Graz. 1914 meldete er sich freiwillig zum Militärdienst bei der Artillerie und diente im Ersten Weltkrieg von 1915 bis 1918 an der Südwestfront. Er erreichte dabei den Dienstrang eines Oberleutnants. Während des Krieges, im Jahr 1917 promovierte er.
Nach einem Gerichtsjahr arbeitete Trummer ab April 1922 als Rechtsanwalt, insbesondere im Fachgebiet der Land- und Forstwirtschaft sowie des landwirtschaftlichen, gewerblichen und industriellen Kreditwesens. 1930 eröffnete er seine eigene Kanzlei. Er war unter anderem Mitglied der Landes- und Bundeshandelskammer sowie Direktionsrat des Katholischen Preßvereins der Steiermark sowie Ausschussmitglied des christlich-deutschen Akademikerverbandes und Ausschussmitglied der Rechtsanwaltskammer. Er war engagiertes Mitglied der katholischen Studentenverbindung K.Ö.H.V. Carolina Graz sowie der K.Ö.St.V. Glückauf Leoben, beide im ÖCV.
Während der Zeit des autoritären Ständestaats wurde Trummer am 1. November 1934 Mitglied des Staatsrates. Bundeskanzler Kurt Schuschnigg setzte Trummer noch kurz vor dem Anschluss an die Spitze der Steiermark. Trummer war von 3. bis 11. März 1938 Landesrat der Steiermark und im selben Zeitraum auch, anstelle von Karl Maria Stepan, Landeshauptmann der Steiermark. Entsprechend wechselte er am 4. März 1938 vom Staatsrat in den Länderrat, der ihn auch in den Bundestag entsandte. Von 1934 bis 1938 war Trummer auch Oberkurator der Landeshypothekenanstalt Steiermark.
Während des „Anschlusses“ Österreichs an den NS-Staat und der Machtübernahme durch die Nationalsozialisten wurde er – wie auch die gesamte Regierung – in der Nacht zum 12. März 1938 zur Niederlegung seiner Ämter gezwungen.
Gemäß der Verordnung der neuen Machthaber vom 27. September 1939 wurde Trummer auf die Liste der gelöschten Rechtsanwälte gesetzt. 1939 übersiedelte er nach Wien. Nach dem Attentat im Bürgerbräukeller im November 1939 wurde er von der Gestapo verhaftet. Im Jänner 1940 wurde er wieder freigelassen.
Nach Kriegsende kehrte Trummer nach Graz zurück und nahm seine Anwaltstätigkeit wieder auf. Von 1946 bis 1954 war er Richter und Mitglied des österreichischen Verfassungsgerichtshofs.